# Vlamingdam

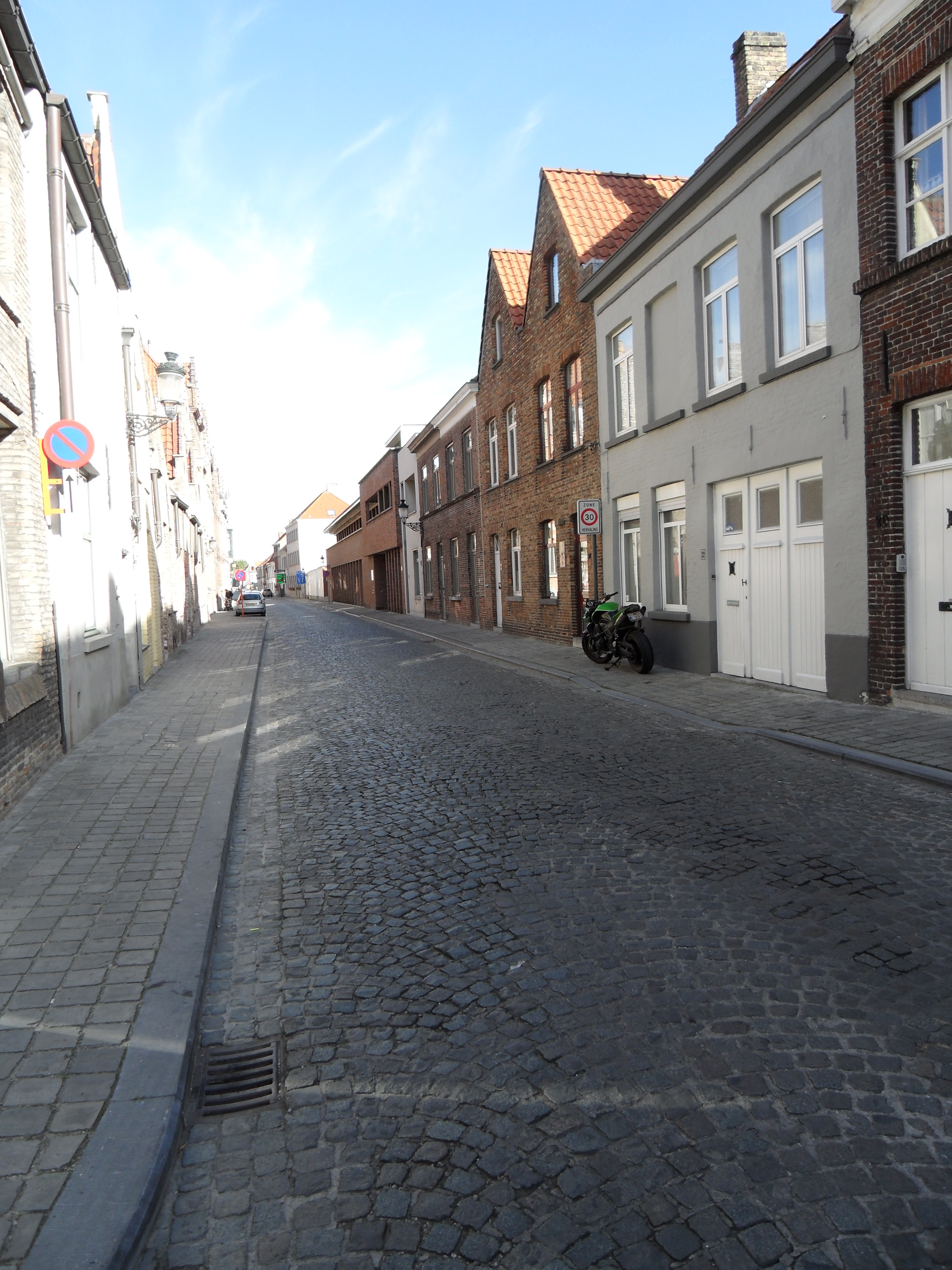
De Vlamingdam, richting Koningin Elisabethlaan

Vlamingdam is een straat in Brugge.

## Beschrijving
De Vlamingstraat die in de 13de eeuw liep van de Markt tot aan de Vlamingpoort, kende een verlenging buiten de wallen en die noemde men Buter Vlamincpoorte. Dit was een lange weg, die liep tot in Sint-Pieters-op-den-Dijk.
Toen vanaf 1297 de nieuwe omwalling tot stand kwam, werd het deel tussen de oude Vlamingpoort en de nieuwe omwalling een straat binnen de stad. Ze kreeg de naam Vlamingdam, naar de keerdam die er werd gebouwd om te beletten dat het stadsdeel, dat lager lag dan de vestingen, zou onder water lopen. In 1305 komt de naam Vlamingdam al voor.
In het begin van de 19de eeuw werd de Sint-Jorisgilde voor kruisboogschutters herboren en de leden vonden het nodig dit te onderstrepen door van de stad te bekomen dat de straat voortaan Sint-Jorisstraat zou heten. Maar tegen de helft van de eeuw was de gilde uitgestorven en verdwenen. De volksmond bleef de straat Vlamingdam noemen en in 1936 ging het stadsbestuur daar op in door Vlamingdam opnieuw als straatnaam in gebruik te nemen, althans voor een deel van de straat.
Een klooster van dominicanessen dat in 1847 in de Jacobinessenstraat tot stand kwamen er rond 1910 verdween, had vanaf 1861 een tweede vestiging in de Vlamingdam, die de naam Engelendale kreeg. Vanaf 1996 werd dit slotklooster stelselmatig omgebouwd tot een steeds aanzienlijker woon-zorgcentrum, vooral bestemd voor zieke bejaarden.
De Vlamingdam loopt van de Sint-Jorisstraat (vanaf de kruising met de Kapelstraat) tot aan de Koningin Elisabethlaan.

## Galerie

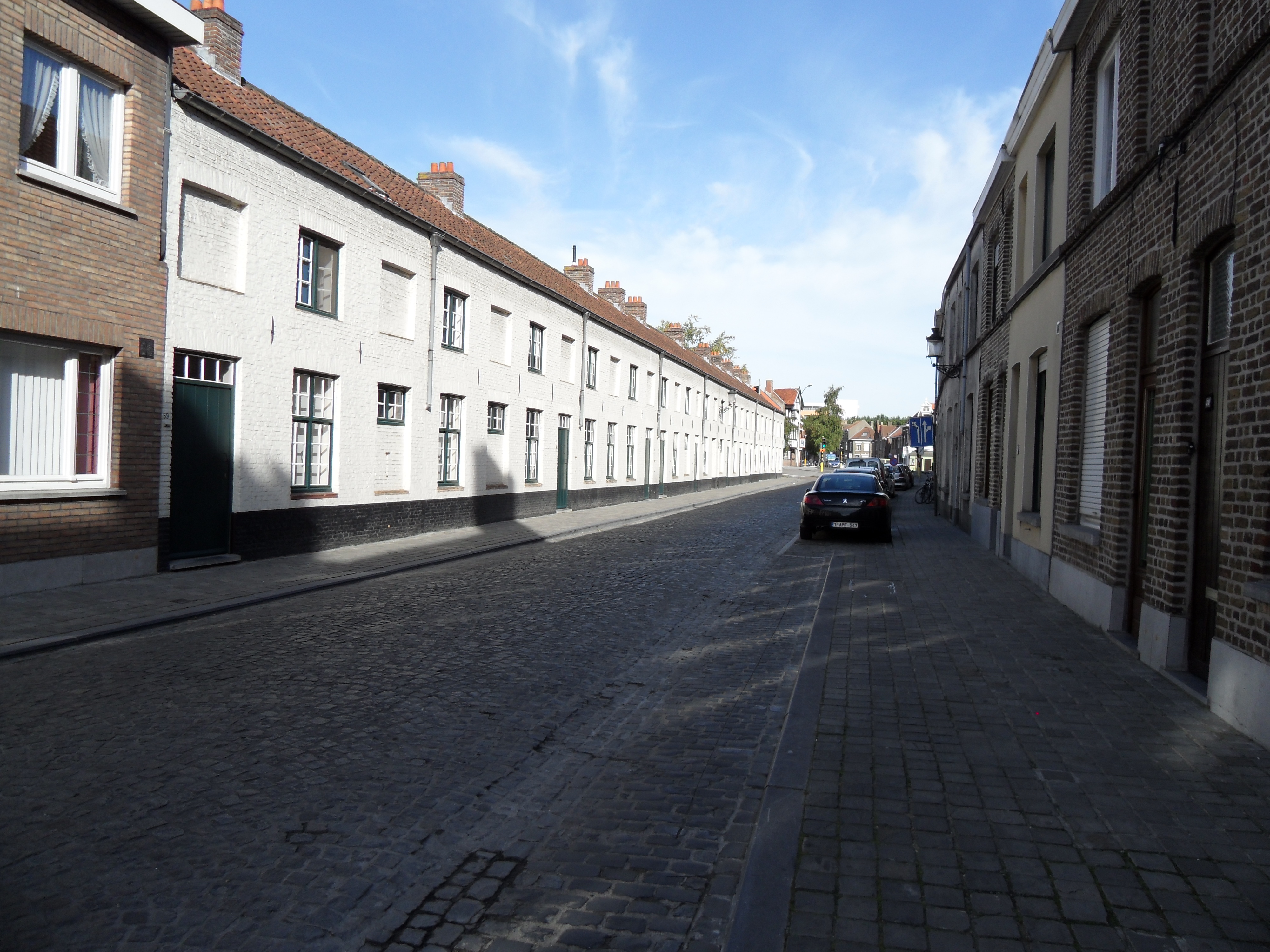
Reeks 19de-eeuwse arbeiderswoningen, gerenoveerd in de jaren 1970.
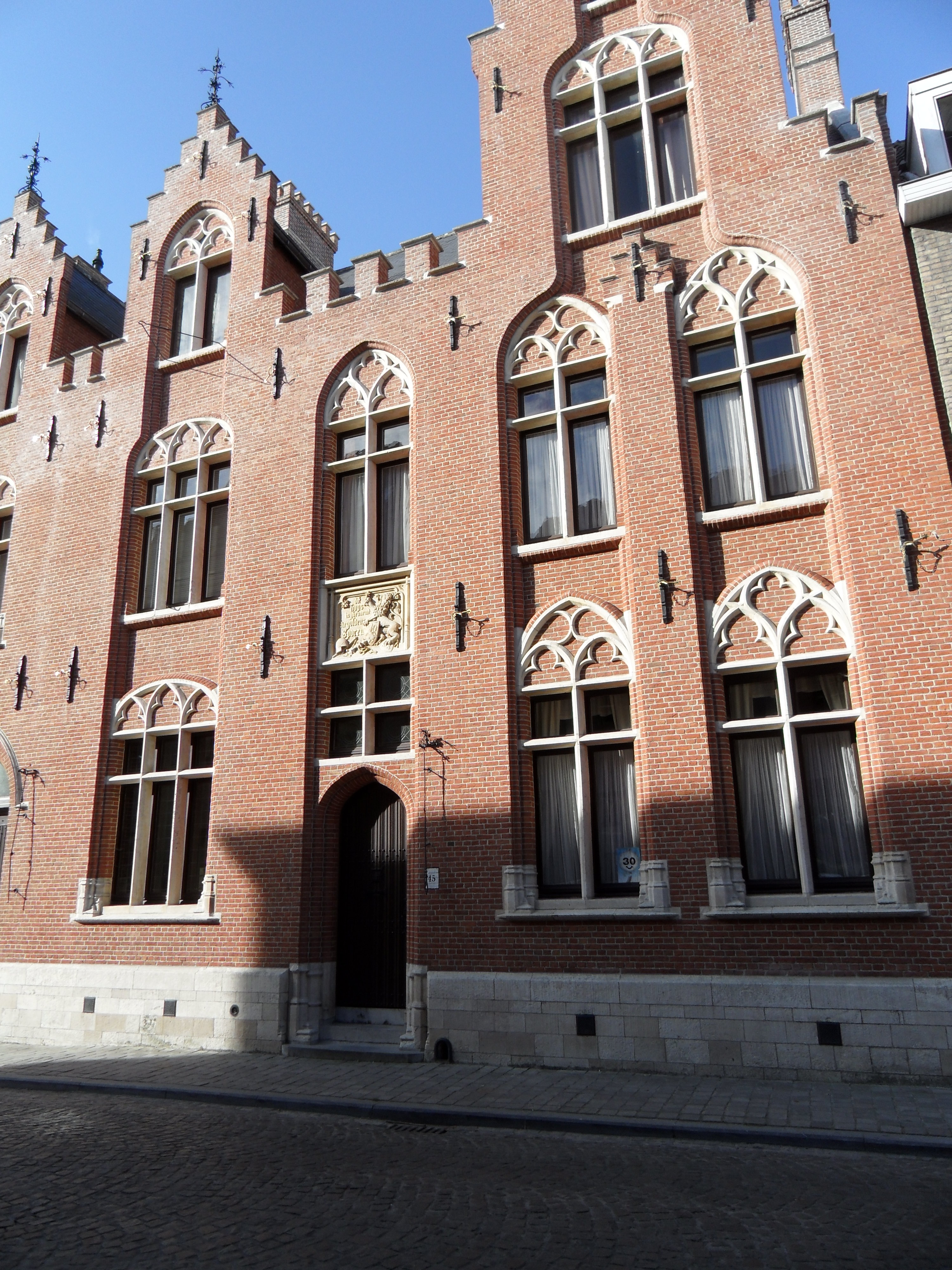
Een van de vroeg-20ste-eeuwse herenhuizen in Brugse stijl in de Vlamingdam gebouwd.
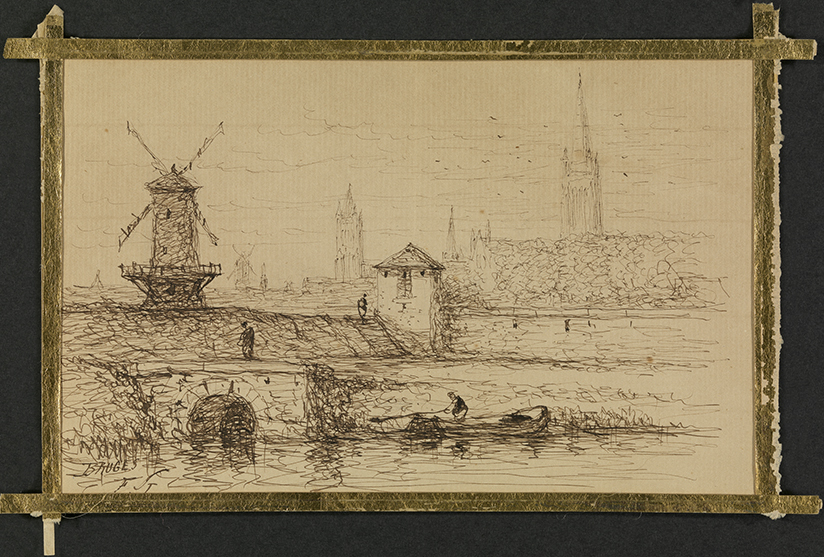
De Vlamingdam in 1782, tekening toegeschreven aan Jan Karel Verbrugge (Groeningemuseum).